# Gefecht bei Reichenberg
Pirna – Lobositz – Prag – Gabel – Kolin – Groß-Jägersdorf – Moys – Roßbach – Breslau – Leuthen – Domstadtl – Olmütz – Neisse – Zorndorf – Hochkirch – Kay – Kunersdorf – Hoyerswerda – Maxen – Koßdorf – Landeshut – Liegnitz – Oschatz – Berlin – Wittenberg – Torgau – Döbeln – Burkersdorf – Reichenbach – Freiberg
Das Gefecht bei Reichenberg fand am 21. April 1757 statt. Im zweiten Jahr des Siebenjährigen Krieges hatte Friedrich II. beschlossen, in Böhmen einzudringen und Prag zu erobern. Sein Heer war in vier Korps eingeteilt. Das 3. unter dem Herzog von Bevern hatte den Auftrag, über Reichenberg vorzudringen, und sich an der Iser mit dem 4. Korps unter dem Feldmarschall Schwerin zu vereinigen.

## Vorgeschichte
Das preußische Angriffskorps unter dem Herzog von Bevern sammelte sich bei Zittau in der Oberlausitz. Es bestand aus 20 Bataillonen und 25 Schwadronen, zusammen gegen 20.000 Mann. Zur Deckung eines großen, mit Lebensmitteln beladenen Wagenzuges, der ihm folgen sollte, ließ Bevern drei Bataillone zurück. Er brach am 19. April von Zittau auf und lagerte am 20. April bei dem eine Stunde von Reichenberg in Nordböhmen, entfernten Berzdorf. Die anzugreifenden Streitkräfte der Österreicher betrugen 24 Bataillone, 29 Grenadierkompanien, 33 Schwadronen und 5 Karabinierkompanien, zusammen gegen 26.000 Mann, darunter 4.500 Reiter. Hiervon standen 12 Bataillone und 14 Grenadierkompanien unter dem General Johann Sigismund Macquire von Inniskillen bei Gabel; 12 Bataillone, 15 Grenadierkompanien, 20 Schwadronen und 2 Karabinierkompanien, unter General Franz Moritz von Lacy bei Reichenberg; 13 Schwadronen und 3 Karabinierkompanien befanden sich noch mehrere Meilen landeinwärts in Böhmen. Durch die Truppenbewegung unter dem Herzog von Bevern nach Berzdorf zu war sein Angriffsplan klar. Das bei Reichenberg stehende österreichische Korps erwartete die Schlacht. Es hatte nach österreichischen Angaben einen Stand von 14.000 Mann und 211 Kanonen, nach preußischen Angaben von 20.000 Mann und wurde von dem Feldzeugmeister Christian Moritz von Königsegg-Rothenfels befehligt.

## Die Position der Österreicher
Da der Handelsort Reichenberg / Liberec keine Stadtmauer hatte, ließ der österreichische General Lacy während des Winters 1756/1757 den Ort mit Palisaden und einigen kleineren Festungswerken umgeben. In der Nähe von Reichenberg befinden sich Berghöhen, die eine vorteilhafte Verteidigungslinie gegen von Norden vorrückenden Heeresverbände bilden. Nach Osten dehnte sich das damals dicht bewaldete und schwer zugänglichen Isergebirge aus. Im Westen des Ortes war ein steiler Abhang, an welchem die Neiße eine sumpfigen Uferlandschaft bildete. Diese Verteidigungsstellung der Österreicher auf dem rechten Neißeufer, durch weitere Verschanzungen verstärkt, schien unangreifbar. Am linken Ufer der Neiße bis zu dem ungefähr 3000 Schritt entfernten Jeschkenberg war das Terrain eben, durch Landwirtschaft genutzt und für berittene Truppen geeignet. Auf dieser Seite konnte ein preußischer Angriff besser abgewehrt werden als von Berzdorf her. General Lacy hatte daher auch auf dem linken Ufer der Neiße Verschanzungen aufwerfen lassen und mit einem Bataillon, elf Grenadierkompanien und einigen Kanonen gesichert. In einem kleinen Gehölz war die österreichische Reiterei aufgestellt worden. Das Wäldchen selbst erhielt einen Verhau und wurde mit einem Bataillon und zwei Grenadierkompanien besetzt. Einige Hundert Schritte hinter dem kleinen Gehölz, in gleicher Höhe mit dem Dorf Franzenthal, unweit von Reichenberg, war am Waldrand ein zweiter, größerer Verhau angelegt worden und wurde mit zwei Batterien besetzt. Der österreichische General Macquire hatte die Weisung, falls sich der preußische Herzog von Bevern gegen Reichenberg wenden sollte, sollte er seine zwölf Bataillone über Machendorf in den Rücken des Feindes marschieren lassen, um die preußischen Truppen von zwei Seiten aus anzugreifen. Dieser Weisung folgend, stand am 20. April 1757 ein General Würben, vermutlich Graf Karl Wenzel Anton von Wrbna und Freudenthal mit zwei Bataillonen gegen Kratzau bereit. Da Graf Würben Kratzau bereits von preußischen Truppen besetzt vorfand, ließ er seine Truppen auf Umwegen über das Gebirge nach Reichenberg marschieren, wo er vor Anfang des Gefechts am 21. April 1757 morgens ankam und auf dem äußersten linken Flügel positioniert wurde. Das Erscheinen dieser österreichischen Abteilung vor Kratzau veranlasste den Herzog von Bevern am 21. April mit Tagesanbruch zwei Bataillone und fünf Schwadron Husaren wieder nach Kratzau zurück zu dirigieren. Mit den übrigen 15 Bataillonen und 20 Schwadronen fasste er den Entschluss, die Österreicher bei Reichenberg anzugreifen.

## Die Schlacht
Am Morgen desselben Tages marschierten die Preußen von Berzdorf in zwei Kolonnen unter dem Schutze ihrer Kanonen ab, ohne dass die Österreicher eingriffen. Sie überquerten einen Bach auf einer in der Nacht geschlagenen Brücke und formierten sich in der Ebene in Schlachtordnung: 12 Bataillone in erster, 3 Bataillone. und 15 Schwadron Dragoner in 2. Linie; 5 Schwadronen Husaren zur Deckung der rechten Flanke etwas gedeckt in einem Grund. Sofort rückte die preußische Infanterie auf Schussweite der Kanonen vor. Plötzlich öffnete sie sich und durch die Zwischenräume brachen die 15 Dragonerschwadrone zum Angriff gegen die österreichische Reiterei vor. Das in deren erstem Treffen stehende Dragonerregiment „Liechtenstein“, durch den raschen, überlegenen Anfall der Preußen zum Weichen gebracht, riss auch das zweite Treffen mit fort, und wurde über das kleine Gehölz hinaus verfolgt.
Der hier befehligende österreichische Bataillonskommandant bemerkte, dass die preußische Infanterie noch zu weit entfernt war, um ihre Reiterei zu unterstützen. Er benutzte den günstigen Augenblick und stellte seine Grenadiere an der Seite des Gehölzes in den Rücken der verfolgenden preußischen Reiterei. Das lebhafte Feuer dieser Grenadiere und das Geschützfeuer aus den gegenüberliegenden Verschanzungen zwang die preußische Reiterei, sich in größter Eile auf ihr Fußvolk zurückzuziehen. Unterdessen hatte sich das Regiment Liechtenstein wieder geordnet, griff nun selbst die preußischen Dragoner an, und verfolgte sie bis an ihr Fußvolk. Allein das Feuer der letzteren und ein gleichzeitiger Angriff der fünf, aus dem Grunde hervorbrechenden Husarenschwadrone gegen die linke Flanke des in Unordnung geratenen Regiments Liechtenstein, das von seinem 2. Treffen nicht unterstützt wurde, machten der geworfenen preußischen Reiterei Luft. Sie ordnete sich wieder, griff die österreichischen Dragoner abermals an und schlug sie zum zweiten Mal in die Flucht. General Porporatti, der die österreichische Reiterei befehligte, fiel hier an der Spitze seiner Reiter. Die in dem kleinen Gehölz stehende österreichische Infanterie war zur Unterstützung des Angriffes ihrer Dragoner vorgerückt, musste aber, nachdem diese auf dem Rückzug waren, sich wieder in ihre anfängliche Stellung zurückziehen.
Der Herzog von Bevern erkannte, dass alle seine Angriffe gegen die feindliche Mitte sinnlos sein würden, solange die Österreicher im Besitz der Verhaue auf ihrem linken Flügel blieben. Während seine Reiterei im Verfolgen der österreichischen begriffen war, ließ er das kleine Gehölz von drei Bataillonen angreifen. Die mit dessen Verteidigung beauftragten Grenadiere zogen sich nach einigem Widerstand in den rückwärtigen großen Verhau zurück. Zu gleicher Zeit rückte die noch aus zwölf Bataillonen bestehende, preußische Linie in Reichweite der österreichischen Geschütze gegen die auf dem linken Neißeufer aufgeworfenen Verschanzungen vor. Die österreichische Besatzung musste sich eiligst zurückziehen. da ihre Reiterei teils durch die im Besitz des Wäldchens befindliche preußische Infanterie, teils durch die wiederholten Angriffe der preußischen Reiterei zum Rückzug bis hinter Franzenthal genötigt worden war. Dadurch waren die Preußen bereits im Rücken die Verschanzungen angekommen. Jetzt griffen die drei preußischen Bataillone auch den zweiten Verhau an. Die dahinter stehende österreichische Infanterie, welche ihre Reiterei auf der Flucht und die Verschanzungen verlassen sah, gab Feuer, und zog sich hierauf zurück.
Der Rückzug der Österreicher drohte bei der lebhaften Verfolgung des Feindes in eine unordentliche Flucht auszuarten. Der Feldzeugmeister Königsegg versuchte seine geschlagenen Truppen auf den Höhen zwischen den Dörfern Franzenthal und Johannisthal wieder zu ordnen, aber die Preußen ließen ihm hierzu keine Zeit. Nur mit Mühe gelang es ihm, seine Mitte und den linken Flügel auf den Höhen hinter Röchlitz zu sammeln. General Würben zog sich mit seinen zwei Bataillonen über den Jeschkenberg nach Christdorf zurück, wo er die Nacht blieb.
Der rechte Flügel unter dem General Lacy musste, ohne angegriffen zu sein, seine befestigte Stellung verlassen; er zog sich an Reichenberg vorbei gleichfalls auf die Höhen hinter Röchlitz. Das Gefecht hatte von 5 Uhr bis 11 Uhr Morgens gedauert. Sobald Königsegg sein Korps vereinigt hatte, setzte er seinen Rückzug über Langenbruck bis Liebenau fort, wobei er nur schwach von den Preußen verfolgt wurde. Der Herzog von Bevern übernachtete auf den Höhen von Röchlitz.

## Folgen
Der Verlust der Österreicher an Toten, Verwundeten und Gefangenen belief sich auf über 1000 Mann. Am meisten hatte das Dragonerregiment Liechtenstein gelitten. Einige Kanonen blieben in Reichenberg stehen. Der Verlust der Preußen wird, offenbar etwas zu gering, mit 300 Mann angegeben.
Die Ursachen des Verlustes dieses Gefechts für die Österreicher
waren folgende:
- Königseggs unrichtige Beurteilung der Stellung bei Reichenberg, indem er den durch Natur und Kunst gleich festen rechten Flügel, auf den am wenigsten ein Angriff zu besorgen war, mit einem großen Teile seines Fußvolks und Geschütze besetzte, während der schwächste und bedrohteste Teil der Stellung, die Mitte, viel zu schwach besetzt war.
- Die Schwäche der österreichischen Reiterei, mit Ausnahme des Liechtenstein’schen Dragonerregiments.
- General Macquire’s Nichtbefolgung der ihm erteilten Befehle, indem dieser General sich vor 2 preußische Bataillonen und 5 Schwadronen von Kratzau nach Gabel mit seinen 10 Bataillonen und 14 Grenadierkompanien zurückzog, statt in dem Rücken derselben zu operieren.